# Кјапи (Кунео)
Кјапи је насеље у Италији у округу Кунео, региону Пијемонт.
Према процени из 2011. у насељу је живело 43 становника. Насеље се налази на надморској висини од 1646 м.